# Kurigalzu I
Kurigalzu I (solitamente iscritto con ku-ri-gal-zu ma talvolta anche con il determinativo m o d; ... – 1375 a.C. circa) è stato il diciassettesimo re della dinastia cassita o III dinastia che regnava su Babilonia.
Fu responsabile di uno dei più ampi e diffusi programmi di costruzione di cui si abbia testimonianza in Babilonia. L'autobiografia di Kurigalzu è una delle iscrizioni che riportano che egli era figlio di Kadashman-Harbe. Galzu, la cui possibile pronuncia nativa era gal-du o gal-šu, era il nome con cui si chiamavano i Cassiti e Kurigalzu potrebbe significare "Pastore dei Cassiti" (riga 23. Ku-ur-gal-zu = Ri-'-i-bi-ši-i, in un elenco di nomi babilonesi).
La distanza dal suo omonimo, Kurigalzu II, era di circa quarantacinque anni e, poiché non era consuetudine assegnare numeri di reggenza ed entrambi ebbero regni lunghi, ciò rende eccezionalmente difficile distinguere a chi sia destinata un'iscrizione. Il re più tardo è tuttavia più noto per la sua campagna militare contro gli Assiri che per qualsiasi opera edilizia che possa aver intrapreso. Si pensa tuttavia che sia stato lui il Kurigalzu che conquistò Susa e forse fu determinante per l'ascesa della dinastia Igehalkid sull'Elam, intorno al 1400 a.C.

## Conquista dell'Elam
Quando Ḫur-batila, forse il successore di Tepti Ahar al trono dell'Elam, iniziò a razziare l'Impero babilonese, sfidò Kurigalzu a combattere con lui a Dūr-Šulgi. Kurigalzu lanciò una campagna che portò alla sconfitta e alla cattura di Hur-batila, che non compare in altre iscrizioni. Proseguì poi con la conquista delle terre orientali di Susiana ed Elam. Il suo esercito raggiunse la capitale elamita, la città di Susa, che fu saccheggiata, come testimoniano due iscrizioni ritrovate che portano il suo nome. Si pensa che abbia insediato come suo vassallo Ige-Halki, il fondatore della nuova dinastia. Una piccola tavoletta di agata, forata longitudinalmente per formare un pendente, reca incise nove righe in sumerico su un lato, mentre sull'altro lato è riportata una dedica più antica della madre del re Šulgi di Ur (2029-1982 a.C., cronologia breve) a Ninlil:
"Kurigalzu, re di Karduniyas, conquistò il palazzo della città di Šaša in Elam e diede (questo oggetto) in dono a Ninlil, sua signora, per il bene della sua vita".

## Relazioni estere
La corrispondenza diplomatica precedente è evidente dallo studio delle lettere di Amarna e include prove di dialogo tra Thutmose IV e Kurigalzu, come attestato da Amenhotep III nella sua lettera, designata EA 1 (EA per El Amarna), a Kadašman-Enlil. Burna-Buriash II ricordò ad Akhenaton nella sua lettera, EA 11, che Kurigalzu aveva ricevuto dell'oro da uno dei suoi antenati, in EA 9, ricordò a Tutankhamon che Kurigalzu aveva rifiutato la richiesta dei Cananei di allearsi con l'Egitto.
Egli diede la figlia ad Amenhotep III, che era un praticante seriale di matrimoni diplomatici con due principesse mitannite e una di Arzawa nel suo harem, e che in seguito avrebbe sposato anche la nipote di Kurigalzu, la figlia di Kadašman-Enlil.

## Politica edile
L'impegno costruttivo di Kurigalzu è attestato in non meno di undici città babilonesi. A lui si deve la ricostruzione del tempio di Ningal a Ur, l'inserimento di frammenti della stele di Ur-Nammu negli edifici della terrazza della ziggurat, l'edificio dell'Edublal-Maḫ di Sîn, o "casa per appendere le tavolette esaltate", e la costruzione della porta.
Fu il primo re a costruire una residenza reale che portasse il suo nome, una nuova capitale fondata su un insediamento più antico e costruita intorno al 1390 a.C., chiamata Dur-Kurigalzu, o "fortezza di Kurigalzu", nell'estremo nord della Babilonia (l'odierna 'Aqar Qūf). Era posizionata a protezione di un'importante via commerciale che conduceva a est, attraverso l'altopiano iranico, verso l'Afghanistan, fonte di lapislazzuli. La ziggurat di Enlil, alta 170 piedi, è ancora visibile alla periferia occidentale di Baghdad, con i suoi strati di rinforzo di stuoie di canne e bitume e i resti di tre templi ai suoi piedi. Rawlinson identificò per la prima volta il sito nel 1861 grazie alle iscrizioni su mattoni. Scavata nel 1942-45 da Seton Lloyd e Taha Baqir, la città si estendeva su 225 ettari e comprendeva l'Egal-kišarra, o "Palazzo di tutto il mondo", un vasto complesso palaziale e amministrativo.